# نیو پورت ریچی (فلوریدا)
نیو پورت ریچی (به انگلیسی: New Port Richey) شهری در شهرستان پسکو ایالت فلوریدا است که در سال ۱۹۲۴ بنیان‌گذاری شده‌است. این شهر طبق سرشماری سال ۲۰۱۰ میلادی، ۱۴٬۹۱۱ نفر جمعیت داشته و مساحت آن نیز ۱۱٫۹ کیلومتر مربع است.